# Poa limosa
Poa limosa là một loài cỏ trong họ hòa thảo, thuộc chi poa.